# Burg Perg

Wappen des Vogtes Friedrich von Perg (Rekonstruktion nach einem erhaltenen Siegel)

Die Burg Perg, auch Perga oder Perge genannt, war eine der Vogtburgen, von der aus im Hochmittelalter die edelfreien Herren von Perg ihre Besitzungen entlang der Flüsse Aist und Naarn, früher auch Regensburger Luß genannt, verwalteten. Als Standplatz stehen Anhöhen in oder nahe der heutigen Stadt Perg in Oberösterreich zur Diskussion.

## Geschichte
Die Burg Perg war im 11. und 12. Jahrhundert einer der Hauptsitze der edelfreien Herren von Perg und Machland. Als Bauherren der Burg gelten Rudolf I. (* 1035; † 1090) gemeinsam mit Walchun I. (* 1050; † 1114). Die Siedlung bei der Burg hieß von da an Perg.
Als letztes Familienmitglied der edelfreien von Perg gilt Friedrich II. (Fridericus advocatus de Berge, * 1150; † 1191), der sich 1189 dem vorbeiziehenden Kreuzfahrerheer unter Führung von Kaiser Friedrich Barbarossa anschloss. Dieses Heer hatte zuvor die damaligen Mauthausner Mauteinnehmer hart bestraft und ihr Dorf Mauthausen niedergebrannt, nachdem sie auch vom Kreuzfahrerheer Abgaben (Maut oder Zoll) verlangt hatten.
Friedrich II. kehrte vom Kreuzzug nicht mehr zurück, er starb am 15. Juli 1191 in Antiochia am Orontes. Nach seinem Tod übersiedelte die Witwe Agnes von Wald zusammen mit ihrem Sohn Friedrich III. (* 1180; † 1218) auf Burg Wald an der Alz, einer Burg ihrer Familie in Oberbayern. Daraufhin kam der Großteil der Besitzungen Friedrichs II., auch Burg und Markt Perg, an den Landesfürsten. In Bayern wurde 1228 noch ein Rudolf V. als Sohn von Friedrich III. erwähnt. Dann verlor sich die Spur derer von Perg im Mannesstamm.
Vorbehalt: Die zitierten Geburts- und Sterbejahre lauten je nach Schrifttum mitunter auch anders.

## Die Standortfrage
Leider fehlen erkennbare Spuren einer Wehranlage oder Burg Perg, für die auch eine ursprüngliche Holzbauweise in Frage kommt. Auch fehlt frühes Schrifttum. In der Topographia Provinciarum Austriacarum, gedruckt 1649 bei Mathias Merian, findet sich beim Eintrag Berg (= Perg) keine Burg oder Ruine mehr erwähnt noch von Clemens Beutler im Rahmen des Kapitels III = Topographia Windhagiana eingezeichnet. Das führte zu einer divergenten Erörterungen der Standortfrage. Was Wunder. Das Bundesdenkmalamt stuft die Burg jedenfalls als nicht mehr genau lokalisierbar ein.

## Erörterte Standorte (von West nach Ost)

### Kalvarienberg
Der Kalvarienberg ist ein Geländesporn im Nordwesten der Stadt Perg. Er gilt heute als wenig wahrscheinlicher Burgenstandort. Heute findet man dort im Wesentlichen den Friedhof und die Perger Kalvarienbergkirche (Lage). Im Norden und Osten geht der Bergsporn in einen Steilabfall aus Sandstein über. Im Norden und unterhalb gibt es eine Wasserquelle und den sogenannten Hinterbach (nun verrohrt unter der Lebingerstrasse). Relikte einer Burganlage fehlen.

### Dollberg

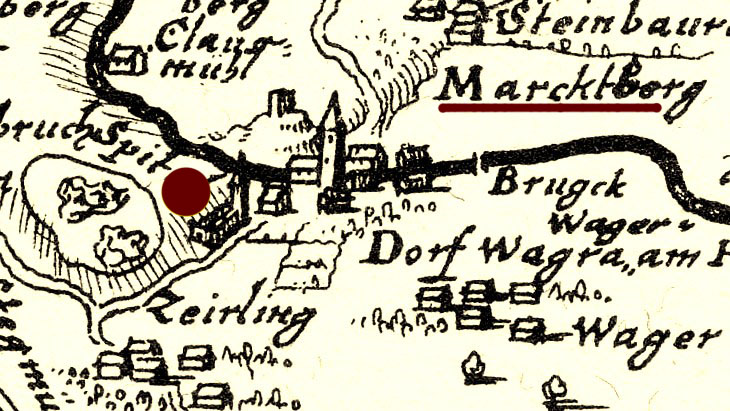
Perg in der Topographia Windhagiana von Clemens Beutler, 1656 erschienen (mit nachträglicher Markierung des Dollbergs)

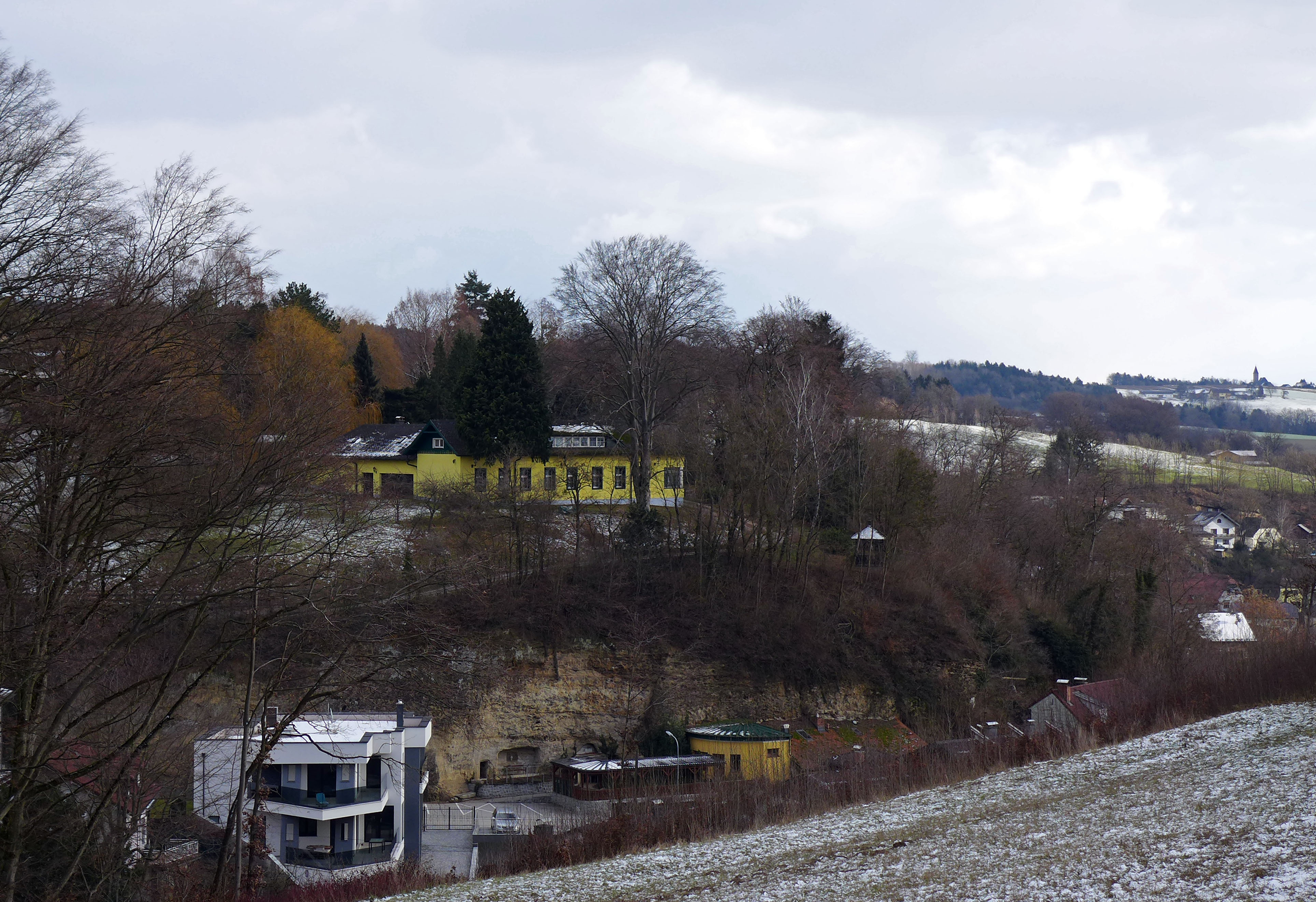
Der Dollberg in Perg. Ansicht von Westen. Foto 2019. Rechts im Bild Kirchturm Pergkirchen.

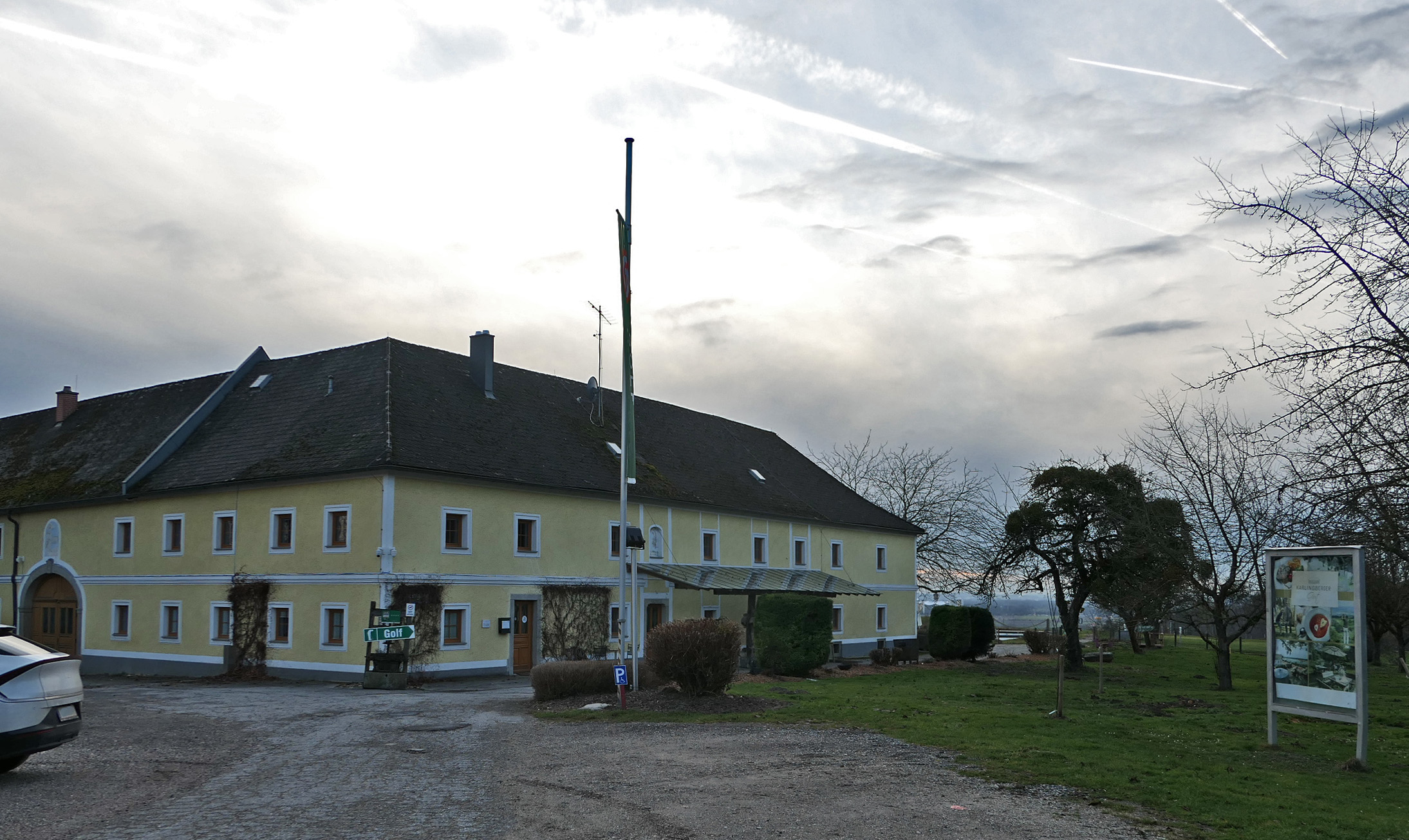
Karlingberg. Golfclubgebäude

Der Dollberg (Lage) ist ein Geländesporn im Norden der Stadt Perg. Er gilt mehrheitlich als wahrscheinlicher Standort einer  frühmittelalterliche Wehranlage, die als Vogtburg am rechten Naarnufer etwa 40 m über und zusammen mit den Häusern der Siedlung Perg errichtet wurde.
Nach 1191, nach dem Tod von Friedrich II., wandelte sich diese Vogtburg zu einem landesfürstlichen Rittersitz der Tolberger und gegen Ende des 15. Jh. zu einem Bauernhof. Im Lehensuntertanenverzeichnis 1590–1630 ist er angeführt als Haus des Laurenz Dollperger.
Georg Grüll berichtete, dass um die Mitte des 17. Jh. noch ein ruinöser Rundturm oberhalb des Marktes Perg sichtbar war, der um 1750 abgetragen und dessen  Grundmauern 1839 beseitigt wurden
.
Entsprechend berichtete 1827 Benedikt Pillwein, dass eine Burg auf einer Anhöhe nördlich des Marktes Perg stand, welche „vor ungefähr 80 Jahren“ bis auf die Grundfeste abgetragen wurde. Die von Pillwein dabei erwähnten unterirdischen Gänge betreffen wohl den Erdstall Ratgöbluckn. Wobei die von Pillwein angesprochenen Gänge, die hinunter in den Markt führen sollten, wohl gerne weitererzählte Legende sind.
1830 gab es noch Mauerreste am Dollberg als auch am Abhang. Man verwertete diese beim Bau eines Wirtschaftsgebäudes der damaligen Brauerei Fries, Haus Markt Nr. 19 (moderne Adresse Dr. Schoberstraße Nr. 1). 1839 (oder 1845) beseitigte man die letzten Grundmauern.
Auf dem Dollberg stehen heute von Grünflächen umgebene Privathäuser. Darunter die Manner-Villa (moderne Adresse Dollberg Nr. 1), das Landhaus von Josef Manner (1865–1947), dem Gründer der Süßwarenfabrik Manner in Wien. 
Der Dollberg geht südlich und westlich in einen Steilabfall aus Sandstein über. Der südliche Steilabfall wird in seiner heutigen Form Stefaniehain genannt. Der Sandstein erlaubte, ohne große Mühe Keller und Gänge anzulegen. Der bereits erwähnte Erdstall Ratgöbluckn ist so ein begehbares museales Gangsystem im Stefaniehain. Der Name Dollberg bezieht sich darauf und besagt etwa ausgehöhlter Berg.
Der westliche Steilabfall geht im Norden über in eine Geländemulde und Wiesenflächen. In der Geländemulde befindet sich eine eigene Quellfassung für den Dollberg (zu vergleichen mit Quellfassung Burgstall Waseneck). Der östliche Steilabfall besteht aus Granitgestein. Eine abschüssige Geländerinne mag dort doch noch eine Wallanlage andeuten. Unterhalb liegt am Naarnfluss die Hausmühle (moderne Adresse Naarntalstraße Nr. 9). Der Name Hausmühle lässt sich deuten als Mühle, die zur Burg (zum festen Haus) gehörte. Relikte einer Burganlage fehlen auch hier.

### Schützenweg, Karlingberg, Ziehberg
Der heutige steile Schützenweg befindet sich in Perg linksufrig des Naarnflusses. Beim oberen Wegstück (Lage) führt im Westen ein ca. 25 m hoher Steilabfall aus Granitgestein hinunter zum Fluss. Gegenüber im Osten beginnt der Golfplatz Perg. Relikte einer oberhalb des Steilabfalls vermutbaren Burganlage gibt es keine.
In der Topographia Windhagiana, gedruckt 1656, zeichnete Clemens Beutler auf einer Anhöhe linksufrig des Naarnflusses ein dachloses eckiges Gebäude ein. Es lässt spontan an den Turm einer Burg denken. Derzeit meint man jedoch, im Gebäude das abgebrannte Gehöft Karlingberger (Besitzer war 1610–1644 ein Zacharias Prändl vom Khärlingberg) zu erkennen. Die Gehöftstruktur blieb bis heute im Clubgebäude des Golfplatzes (Lage) erhalten.
Der Ziehberg ist ein breit angelegter Geländesporn und auch linksufrig des Naarnflusses gelegen. Die steile alte Ziehbergstraße (Lage) führt dort hohlwegartig bergauf. Oberhalb im Norden beginnt auch hier der heutige Golfplatz Perg. Relikte einer Burganlage fehlen.
In Summe gelten Schützenweg, Karlingberg und Ziehberg heute als unwahrscheinliche Burgenstandorte. 

### Mitterberg, Pergkirchen
Viktor von Handel-Mazzeti hatte 1912 in Erwägung gezogen, dass die alte Burg Perg auf dem Gelände der Burgruine Mitterberg (Lage) zu suchen sei.
Hansgeorg Löw-Baselli machte 1992 mit einem Verweis auf Benno Ulm auf den Umstand aufmerksam, dass die Burgkirchenanlage Pergkirchen (Lage) alle wichtigen Kriterien eines hochmittelalterlichen Herrschaftssitzes erfüllt: Die im Jahr 1088 von Bischof Altmann von Passau geweihte ehemalige Eigenkirche. Die etwa um 1088 erbaute romanische Burg, heute der Südtrakt des Pfarrhofes. Die erhaltenen zwei romanischen Grabplatten der Eigenkirchenherren und Vögte von Perg.
Diese beiden erwähnten Wehranlagen sind 1,9 km bzw. 3,2 km (Luftlinie) östlich und nicht über den Häusern des alten Marktes Perg zu finden. Sie sind schlicht zusätzliche Burganlagen der Herren von Perg.